# Jerime Anderson
Jerime Anthony Anderson (Anaheim, California, 5 de octubre de 1989) es un jugador de baloncesto estadounidense. Mide 1,88 metros de altura y ocupa la posición de base.

## Carrera deportiva

### Universidad
Anderson fue miembro de los Bruins de la Universidad de California en Los Ángeles durante cuatro años. Junto con Jrue Holiday, Malcolm Lee, Drew Gordon y J'Mison Morgan, formó parte de los reclutamientos de UCLA y fue considerado el número 1 de la nación. 
Como rookie en la 2008-09, Anderson era el base suplente de Darren Collison. 
En la siguiente temporada fue titular, pero perdió su puesto después de que fue suspendido por haber llegado tarde a una sesión de rehabilitación en enero de 2010. A pesar de los esfuerzos de Anderson en la temporada anterior, los Bruins reclutaron al junior Lazeric Jones para competir con él en el puesto de base. Jones fue nombrado mejor titular de la 2010-11, y Anderson se convirtió en su suplente.
Anderson fue detenido en julio de 2011 por el robo de un ordenador portátil en un banco de la escuela, y fue condenado a 300 horas de servicio comunitario. En respuesta, UCLA lo suspendió para los dos primeros partidos de la 2011-12.

### Profesional
En 2012 se presentó al Draft de la NBA. Después de no ser seleccionado, firmó con RBC Verviers-Pepinster belga para la temporada 2012-13. 
En marzo de 2013 fichó por KK Krka Novo Mesto esloveno. 
En julio de 2014, firmó un contrato de un año con Liege Basket. 
En agosto de 2015 firma con Crelan Okapi Aalstar en el que sería su tercer equipo belga.
[actualizar]
En marzo de 2023 se unió a los Toros Laguna de la Liga de Básquetbol Estatal de Chihuahua.